# Basílica de San Crisógono
La basílica de San Crisógono es un templo católico dedicado a san Crisógono, situado en el barrio del Trastevere de la ciudad de Roma y servido por sacerdotes de la Orden Trinitaria.
Se tiene noticia de esta iglesia desde el siglo IV, cuando fue fundada en tiempos del papa Silvestre I. Es una de las más antiguas de Roma y el título cardenalicio asociado a ella ya aparece en el elenco del año 499. El primitivo edificio fue ampliado en el siglo XII (de esa fecha data el campanario) y tuvo nuevas e importantes modificaciones en 1626, por iniciativa del cardenal Scipione Caffarelli-Borghese, quien encomendó las obras a Giovanni Battista Soria. El emblema del cardenal (un águila y un dragón alado) aparece en el artesonado y el nombre del mecenas en la fachada de la basílica.
Actualmente se pueden ver los restos arqueológicos medievales gracias a las labores arqueológicas efectuadas a partir de 1907 por Fr. L. Manfredini y Fr. C. Piccolini.

## Interior

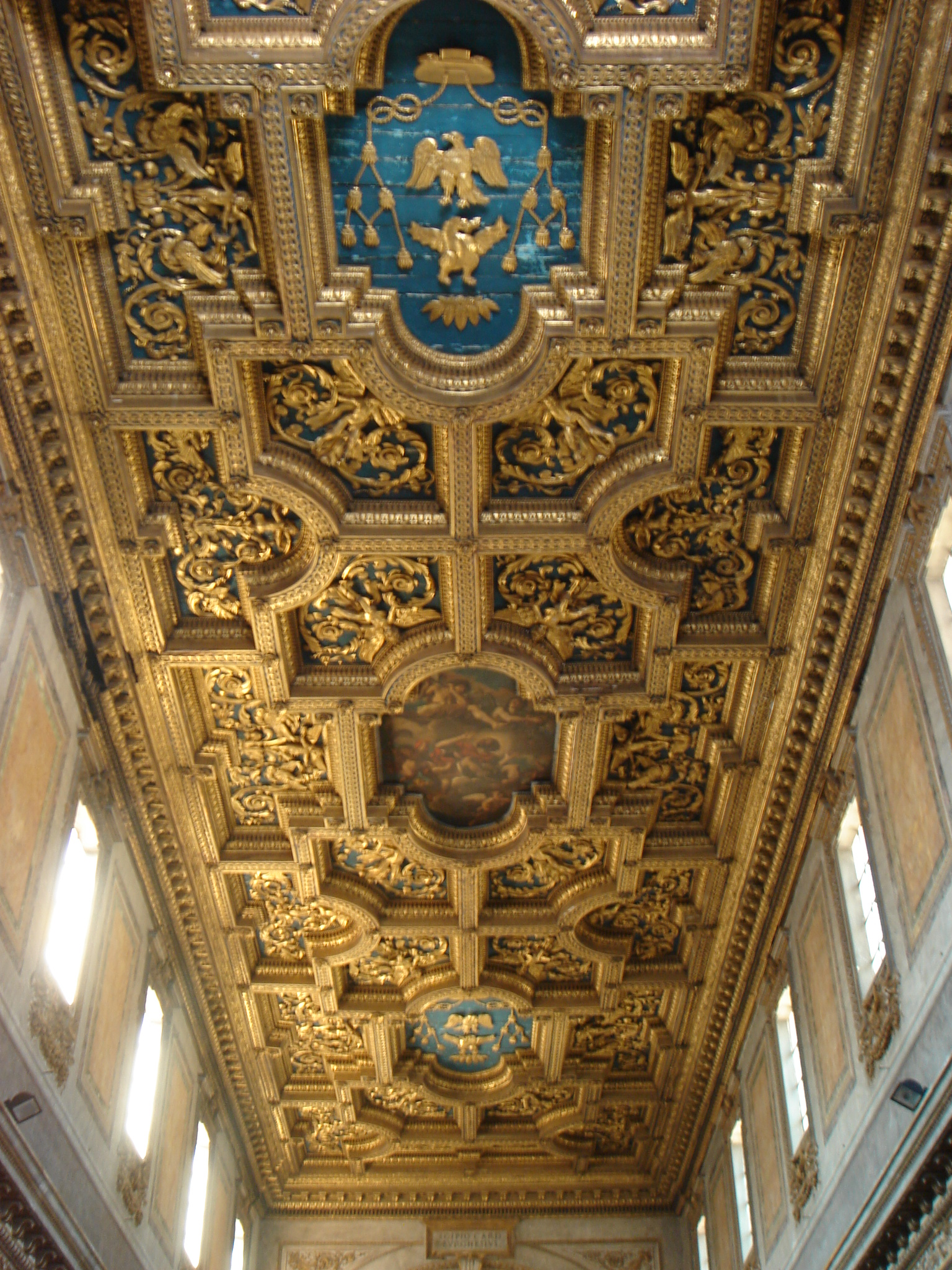
Artesonado con el escudo del cardenal Borghese en dorado sobre fondo azul.

El interior de la basílica muestra un aspecto barroco, propio de las reformas del siglo XVII, aunque buena parte de sus elementos pertenezcan a la construcción precedente, como las veintidós grandes columnas de granito de la nave principal (que, a su vez, habían sido expoliadas de edificios de la Antigüedad). El pavimento cosmatesco data de 1127 y el baldaquino es obra de Gian Lorenzo Bernini (1627 o 1641).

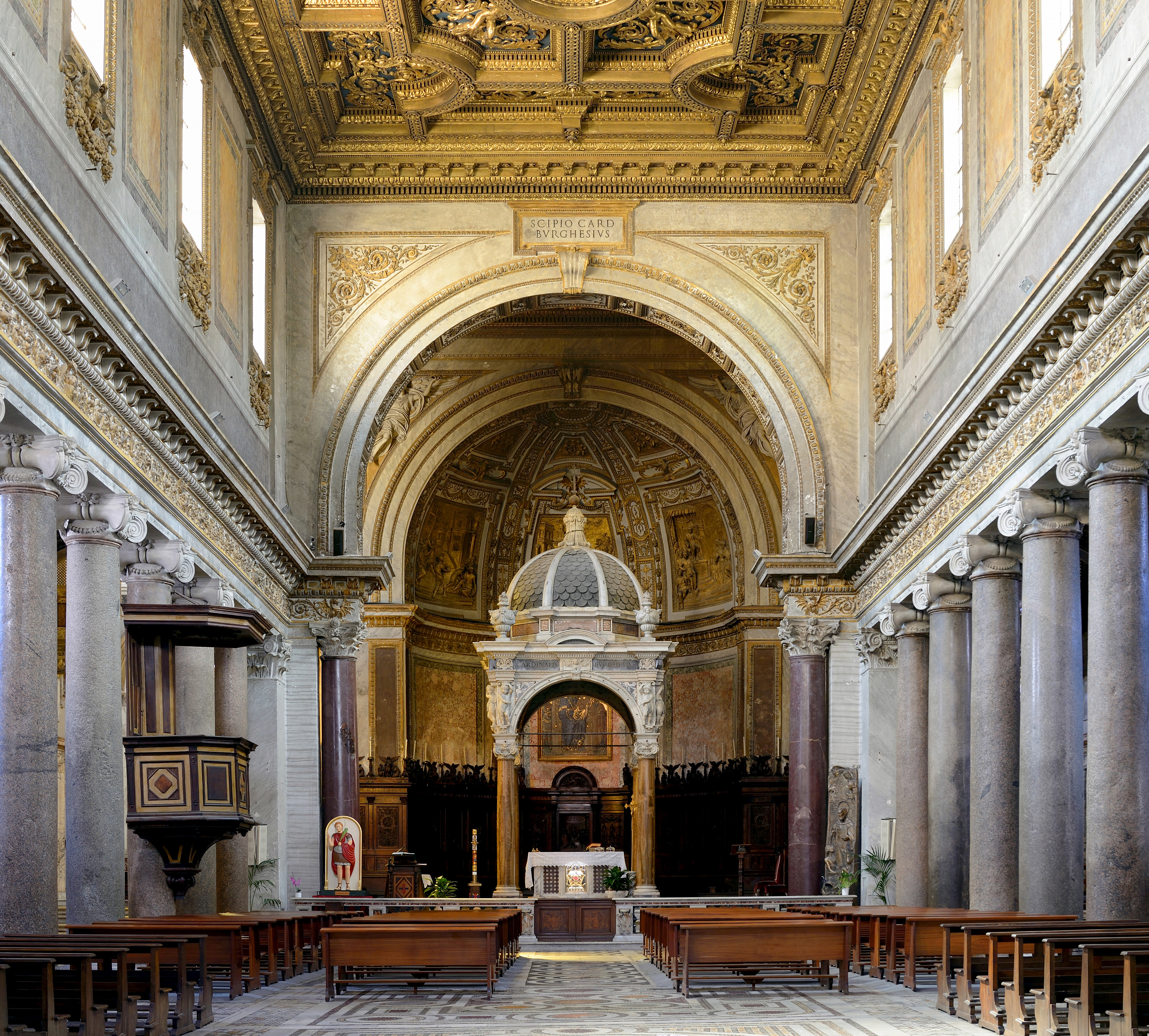
San Crisógono, vista de la nave central y del baldaquino.

Los mosaicos del ábside datan de finales del siglo XIII y se atribuyen a algún artista del círculo de Pietro Cavallini. Representan a la Virgen María y escenas de la vida del santo titular.
El artesonado con casetones es de estilo barroco. Inserto en él, se encuentra una copia de la pintura del Guercino Gloria de san Crisógono (el original fue vendido a un coleccionista inglés en el siglo XIX).
En esta iglesia fue enterrada la beata Ana María Taigi, que pidió ser amortajada con hábito trinitario y de la que se conservan reliquias en la capilla lateral izquierda de la basílica.
Otras obras artísticas importantes son el cenotafio del cardenal Giovanni Jacopo Millo (obra de Carlo Marchionni y Pietro Bracci), los Tres arcángeles de Giovanni da San Giovanni, la Crucifixión de Paolo Guidotti, Trinidad y ángeles de Giacinto Gimignani o el Ángel custodio de Ludovico Gimignani.

## Restos arqueológicos
Los restos de la iglesia constantiniana son accesibles desde la sacristía. La primitiva iglesia se edificó para albergar las reliquias de san Crisógono y se levantó sobre restos de casas romanas de época tardorrepublicana. Tenía una única nave con ábside y pastophoria, estancias auxiliares propias de las iglesias orientales: la de la derecha podría haber sido un diaconium (especie de sacristía), mientras que la de la izquierda podría haber hecho funciones de protesis. Esta disposición peculiar (una única nave en vez de tres, la presencia de distintas pilas) hace suponer que se habilitó como lugar de culto un lugar de uso comercial, quizá una fullonica destinada a teñir tejidos (algo posible dado el carácter comercial del barrio en la época)
Se han encontrado frescos de los siglos VIII y VI, que incluyen una representación de El papa Silvestre captura al dragón, San Pantaleón sana a un ciego, San Benito cura al leproso y Salvación de san Plácido.